# Campeonato Mundial de Atletismo Sub-20 de 2016 - 3000 m feminino
A prova dos 3000 metros rasos feminino do Campeonato Mundial de Atletismo Sub-20 de 2016 ocorreu no dia 20 de julho em Bydgoszcz, na Polônia. 

## Recordes
Antes desta competição, os recordes mundiais e do campeonato nesta prova eram os seguintes:
|     | Nome                   | Nacionalidade | Tempo   | Local   | Data                   |
| --- | ---------------------- | ------------- | ------- | ------- | ---------------------- |
| WJR | Zola Budd              | Reino Unido   | 8:28.83 | Roma    | 7 de setembro de 1985  |
| CR  | Zhang Linli            | China         | 8:46.46 | Seul    | 20 de setembro de 1992 |
| WJL | Dalila Abdulkadir Gosa | Bahrein       | 8:15.31 | Ostrava | 20 de maio de 2016     |

Os seguintes recordes mundiais ou do campeonato foram estabelecidos durante esta competição: 
| Data        | Evento | Nome          | Nacionalidade | Tempo   | Notas                 |
| ----------- | ------ | ------------- | ------------- | ------- | --------------------- |
| 20 de julho | Final  | Beyenu Degefa | Etiópia       | 8:41.76 | Recorde do campeonato |

## Medalhistas
| Ouro                | Prata                        | Bronze                        |
| Beyenu Degefa (ETH) | Dalila Abdulkadir Gosa (BHR) | Konstanze Klosterhalfen (GER) |

## Cronograma
Todos os horários são locais (UTC+1).
| Data        | Hora  | Evento |
| ----------- | ----- | ------ |
| 20 de julho | 18:25 | Final  |

## Resultado final
A prova final foi realizada no dia 20 de julho às 18:25.  
| Posição           | Atleta                     | Nacionalidade  | Tempo    | Notas                 |
| ----------------- | -------------------------- | -------------- | -------- | --------------------- |
| Medalha de ouro   | Beyenu Degefa              | Etiópia        | 8:41.76  | Recorde do campeonato |
| Medalha de prata  | Dalila Abdulkadir Gosa     | Bahrein        | 8:46.42  |                       |
| Medalha de bronze | Konstanze Klosterhalfen    | Alemanha       | 8:46.74  |                       |
| 4                 | Fotyen Tesfay              | Etiópia        | 8:47.46  |                       |
| 5                 | Sandrafelis Chebet Tuei    | Quênia         | 8:55.77  | Recorde pessoal       |
| 6                 | Sheila Chelangat           | Quênia         | 8:59.89  | Recorde pessoal       |
| 7                 | Katie Rainsberger          | Estados Unidos | 9:00.62  | Recorde pessoal       |
| 8                 | Nozomi Tanaka              | Japão          | 9:01.16  | Recorde pessoal       |
| 9                 | Wakana Kabasawa            | Japão          | 9:10.20  |                       |
| 10                | Fatma Arık                 | Turquia        | 9:13.27  | Recorde pessoal       |
| 11                | Shona McCulloch            | Canadá         | 9:16.93  | Recorde pessoal       |
| 12                | Kate Murphy                | Estados Unidos | 9:17.01  |                       |
| 13                | Lauren Ryan                | Austrália      | 9:21.21  | Recorde pessoal       |
| 14                | Christiane Konstantopoulos | Canadá         | 9:29.21  | Recorde pessoal       |
| 15                | Dilyana Minkina            | Bulgária       | 9:30.80  | Recorde pessoal       |
| 16                | Saida Meneses              | Peru           | 9:36.79  |                       |
| 17                | Agnieszka Filipowska       | Polónia        | 10:12.75 |                       |

Legenda
| Recorde mundial       | Recorde mundial (World record)               |                       | Recorde africano                      | Recorde africano (African) |                                           | Q | Classificado por posição (Qualified) |
| Recorde do campeonato | Recorde do campeonato (Championship record)  | Recorde da América    | Recorde da América (Americas)         | q                          | Classificado por melhor tempo (Qualified) |   |                                      |
| Melhor marca do ano   | Melhor marca do ano (World leading)          | Recorde asiático      | Recorde asiático (Asian)              | DNS                        | Não largou (Did not start)                |   |                                      |
| Recorde nacional      | Recorde nacional (National record)           | Recorde europeu       | Recorde europeu (European)            | DNF                        | Não terminou (Did not finish)             |   |                                      |
| Recorde pessoal       | Recorde pessoal do atleta (Personal best)    | Recorde da Oceania    | Recorde da Oceania (Oceania)          | DSQ / DQ                   | Desclassificado (Disqualified)            |   |                                      |
| Recorde da temporada  | Recorde da temporada do atleta (Season best) | Recorde sul-americano | Recorde sul-americano (South America) | NM                         | Sem marca (No mark)                       |   |                                      |